# Sibon nebulatus
Espèce
Synonymes
- Coluber nebulatus Linnaeus, 1758
- Coluber sibon Linnaeus, 1758
- Sibon nebulata (Linnaeus, 1758)
- Coluber variegatus Hallowell, 1845
- Leptognathus affinis Fischer, 1879
- Leptognathus leucomelas Boulenger, 1896
- Sibon nebulatus hartwegi Peters, 1960
- Sibon nebulatus popayanensis Peters, 1960

Sibon nebulatus  est une espèce de serpents de la famille des Dipsadidae.

## Répartition
Cette espèce se rencontre :
- dans le sud-est du Mexique ;
- au Belize ;
- au Guatemala ;
- au Salvador ;
- au Honduras ;
- au Nicaragua ;
- au Costa Rica ;
- au Panama ;
- en Colombie ;
- en Équateur ;
- au Venezuela dans l'État de Cojedes et sur l'île Margarita ;
- à Trinité-et-Tobago ;
- en Guyane ;
- au Brésil dans les États d'Alagoas et du Pará.

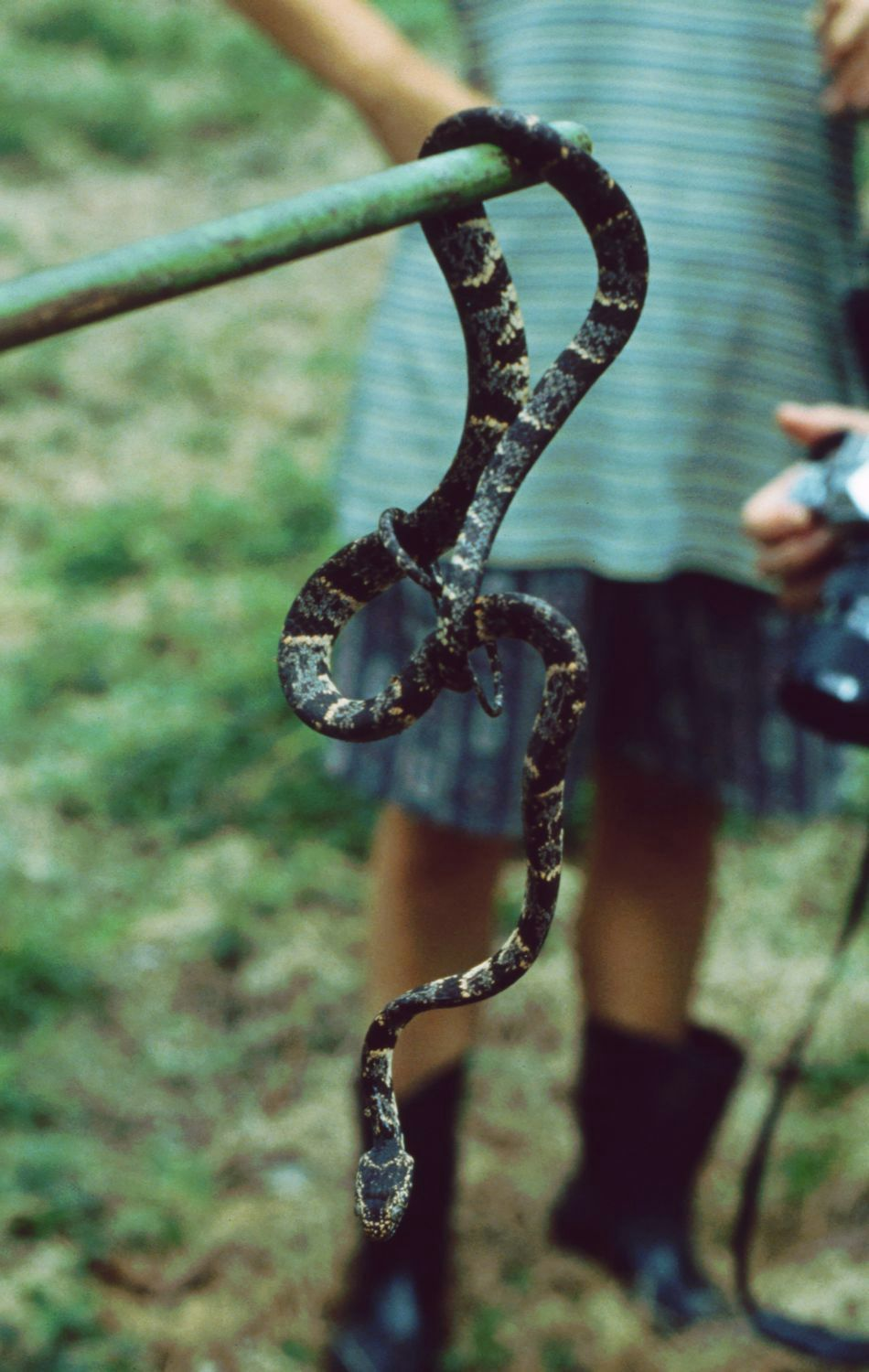
Sibon nebulatus

## Éthologie

### Alimentation
Ce serpent présente la particularité de "gober" des escargots, notamment du genre Drymaeus.Avant de s'attaquer à l'escargot, Sibon nebulatus procède à une évaluation de la taille, du mouvement et de la position de la proie. Si l'escargot est en mouvement, le serpent utilise sa langue pour le toucher délicatement et le stopper. Si l'escargot se retire dans sa coquille, le serpent attend patiemment que celui-ci ressorte. À ce stade, le serpent se positionne au-dessus de l'escargot en tournant la tête à la recherche d'un angle de frappe idéal et en veillant à ne pas entrer en contact prématuré avec le gastéropode. Ensuite, le serpent aligne sa mâchoire inférieure avec l'ouverture inférieure de la coquille de l'escargot. Il frappe ensuite avec une grande précision. Seule la mandibule inférieure du serpent pénètre dans l'ouverture tandis que la mandibule supérieure vient se poser sur la surface extérieure de la dernière spirale de la coquille. Sibon nebulatus ajuste ensuite ses mandibules inférieure et supérieure avant de saisir la chair de l'escargot. Le serpent commence à extraire la chair de l'escargot uniquement lorsque celui-ci cesse tout mouvement, ce qui peut prendre plus d'une heure ou plus pour les espèces de Drymaeus. Dans le cas particulier de l'escargot Euglandina ghiesbreghti, cette phase peut prendre 24 heures. L’hésitation à manger l’escargot immédiatement semble être une réponse directe à l’efficacité de la salive du serpent. De 80 à 90% de la chair de l’escargot est habituellement récupérée par le serpent. La coquille reste intacte et en grande partie non endommagée.
Sibon nebulatus consomme également des limaces.

## Publication originale
- Linnaeus, 1758 : Systema naturae per regna tria naturae, secundum classes, ordines, genera, species, cum characteribus, differentiis, synonymis, locis, ed. 10 (texte intégral).